# Suctobelbila elizabethae
Suctobelbila elizabethae är en kvalsterart som beskrevs av Arthur P. Jacot 1938. Suctobelbila elizabethae ingår i släktet Suctobelbila och familjen Suctobelbidae. Inga underarter finns listade i Catalogue of Life.